# Cervalces
Cervalces és un gènere extint de mamífers artiodàctils de la família dels cèrvids que visqueren a Euràsia i Nord-amèrica durant el Plistocè, fa entre 0,01 i 1,8 milions d'anys. Se n'han trobat restes fòssils a Alemanya, els Estats Units, Grècia, França, els Països Baixos, el Regne Unit, la República Txeca i Rússia. La taxonomia d'aquest grup és controvertida i hi ha alguns investigadors que sostenen que és parafilètic respecte a Alces, el gènere de l'ant.